# Kreis Gimborn
Der Kreis Gimborn war von 1816 bis 1825 ein  Landkreis im Regierungsbezirk Köln der preußischen Rheinprovinz. Sein Gebiet gehört heute zum Oberbergischen Kreis.

## Verwaltungsgeschichte
Durch den Wiener Kongress wurde das Großherzogtum Berg am 31. Mai 1815 Preußen zugesprochen. 1816 wurde preußische Verwaltungseinteilung in Provinzen, Regierungsbezirke und Kreise eingeführt. Dabei wurde auch der Kreis Gimborn gegründet, der das Gebiet des Kantons Gummersbach aus dem Arrondissement Siegen im Département Sieg umfasste. Der Kreis war in fünf Bürgermeistereien gegliedert, die bereits während der Franzosenzeit als Mairien gegründet worden waren:
- Bürgermeisterei Gimborn
- Bürgermeisterei Gummersbach
- Bürgermeisterei Marienheide
- Bürgermeisterei Neustadt
- Bürgermeisterei Ründeroth

Im Jahre 1816 hatte der Kreis 13.754 Einwohner. Der Kreissitz befand sich bis 1819 auf Schloss Gimborn und seitdem in Gummersbach. Der Kreis wurde 1819 zunächst provisorisch mit dem benachbarten Kreis Homburg zusammengelegt und 1825 mit dem Kreis Homburg endgültig zum Kreis Gummersbach zusammengeschlossen. Erster Landrat war von 1816 bis 1824 der bereits ab 1818 auch für den Kreis Homburg als Landrat amtierende Franz Garenfeld. Ihm folgte von September 1824 bis zum 25. März 1825 Friedrich Reinshagen.